# 감태지
감태지는 "감태"라고도 불리는 가시파래로 만든 김치이다.
2015년에 전라남도 완도의 감태지가 슬로 푸드 선정 맛의 방주에 등재되었다.